# Saulkrasti (stacja kolejowa)
Saulkrasti – stacja kolejowa w miejscowości Saulkrasti, w gminie Saulkrasti, na Łotwie. Położona jest na linii Ryga - Skulte.

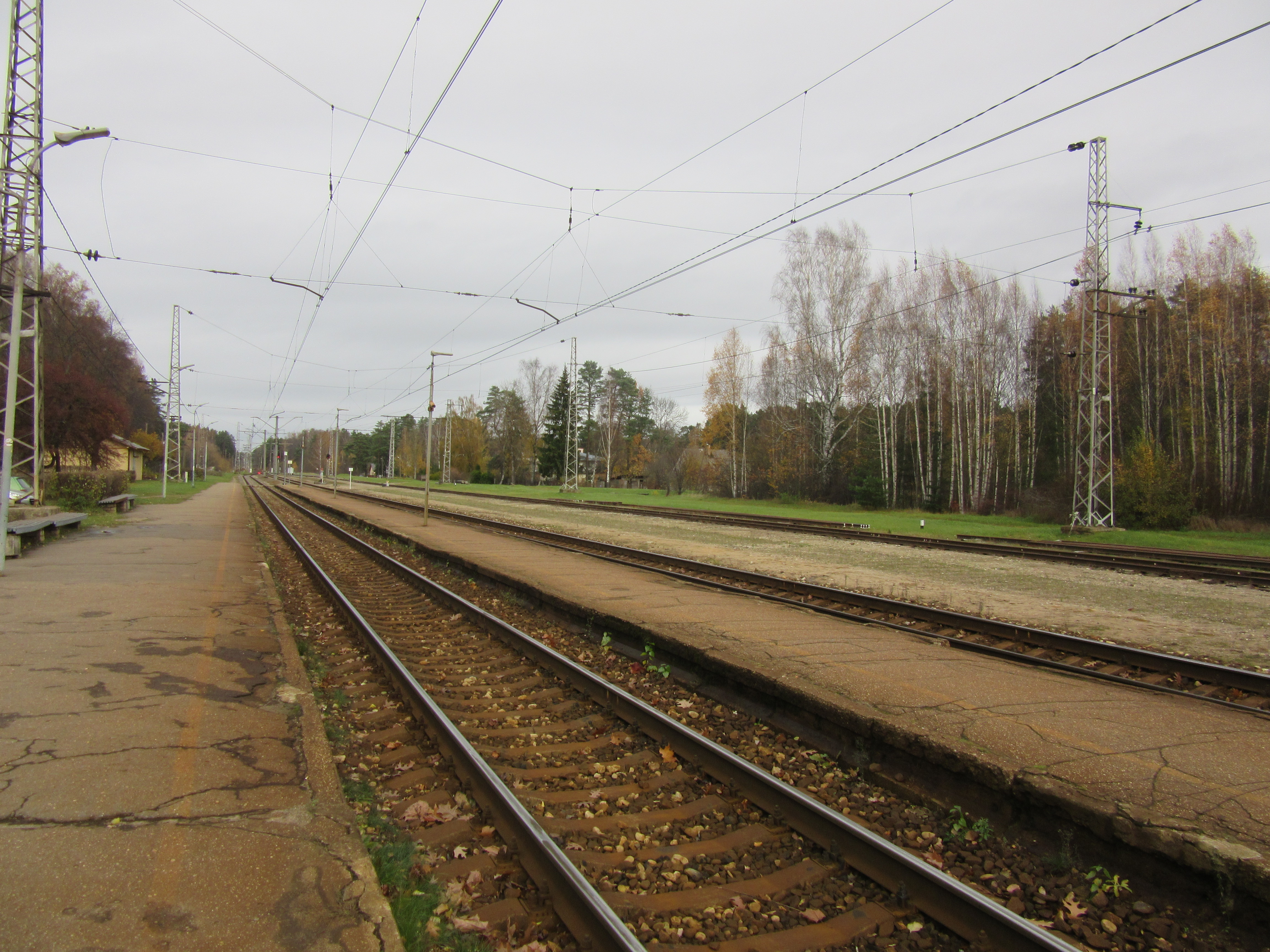
Perony
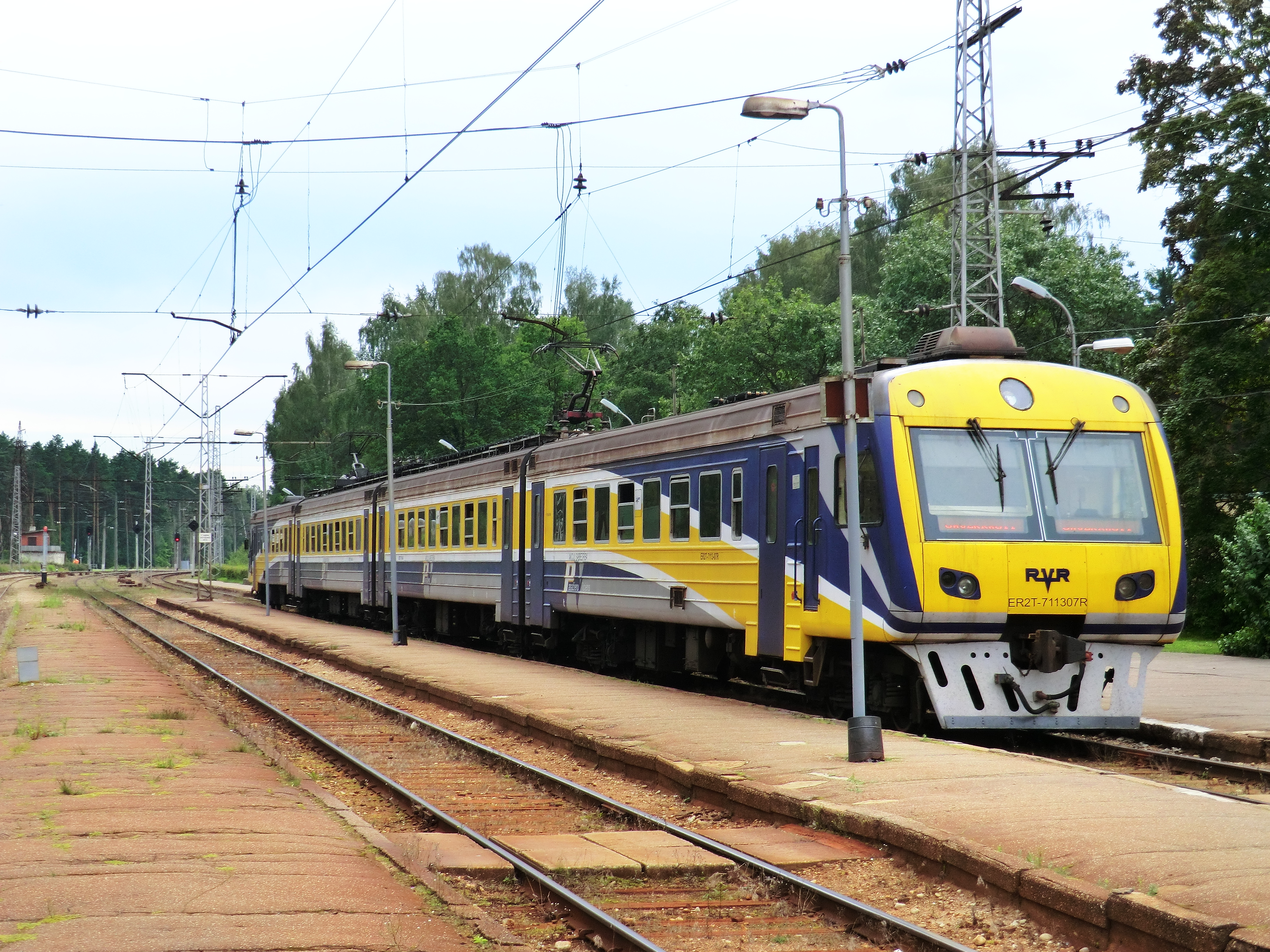
Perony